# Liste des villes jumelées de Lituanie
 (décembre 2016).
Si vous disposez d'ouvrages ou d'articles de référence ou si vous connaissez des sites web de qualité traitant du thème abordé ici, merci de compléter l'article en donnant les références utiles à sa vérifiabilité et en les liant à la section « Notes et références ».

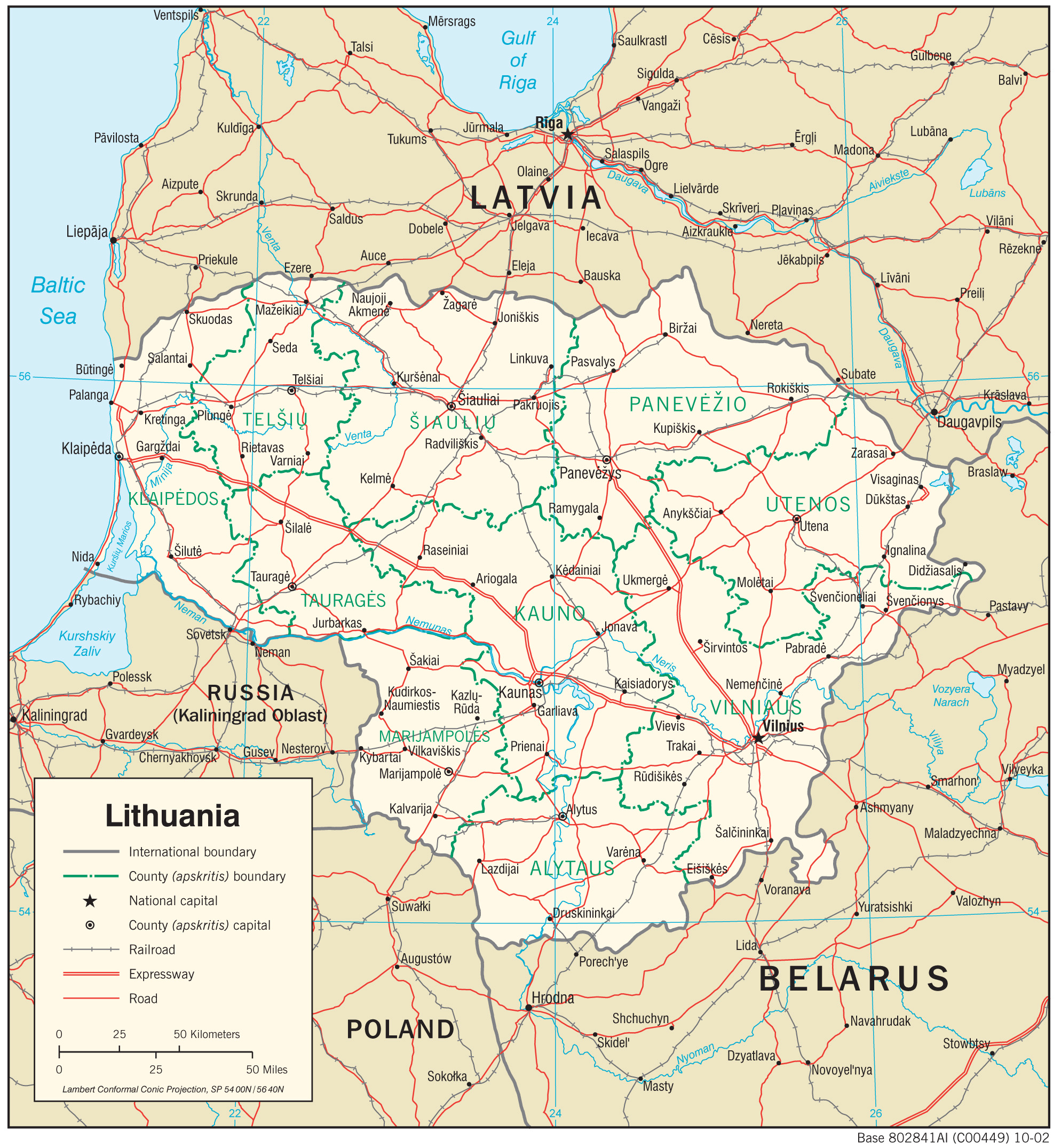
Carte de la Lituanie.

Ceci est la Liste des villes jumelées de Lituanie ayant des liens permanents avec des communautés locales dans d'autres pays. Dans la plupart des cas, en particulier quand elle est officialisée par le gouvernement local, l'association est connue comme « jumelage » (même si d'autres termes, tels que « villes partenaires », Sister Cities ou « municipalités de l'amitié » sont parfois utilisés). La plupart des endroits sont des villes, mais cette liste comprend aussi des villages, des districts, comtés, etc., avec des liens similaires.
- Haut – A
- B
- C
- D
- E
- F
- G
- H
- I
- J
- K
- L
- M
- N
- O
- P
- Q
- R
- S
- T
- U
- V
- W
- X
- Y
- Z

## A

### Alytus
- Opole, Pologne[1]

## K

### Kaunas
- Brno, République tchèque[2]
- Wrocław, Pologne[3]
- Grenoble, France, depuis 1997[4]

### Klaipėda
- Leipzig, Allemagne (2002)[5]

## P

### Prienai
Prienai est membre du Douzelage, une association de villes jumelées de 23 villes à travers l'Union européenne. Ce jumelage actif a commencé en 1991 et il y a des événements réguliers, comme un marché de produits de chacun des autres pays et des festivals
,.
| - Altea, Espagne - Bad Kötzting, Allemagne - Bellagio, Italie - Bundoran, République d’Irlande - Chojna, Pologne - Granville, France - Holstebro, Danemark - Houffalize, Belgique | - Judenburg, Autriche - Karkkila, Finlande - Kőszeg, Hongrie - Marsaskala, Malte - Meerssen, Pays-Bas - Niederanven, Luxembourg - Oxelösund, Suède | - Préveza, Grèce - Sesimbra, Portugal - Sherborne, Angleterre - Sigulda, Lettonie - Sušice, République tchèque - Türi, Estonie - Zvolen, Slovaquie |

## S

### Šiauliai
- Omaha (Nebraska), États-Unis[8]

## V

### Vilnius
- Budapest, Hongrie[9]
- Duisbourg, Allemagne (depuis 1985)[10],[11]
- Gdańsk, Pologne (depuis 1998)[12]
- Canton, Chine[13]
- Cracovie, Pologne[14]
- Madison (Wisconsin), États-Unis [15]
- Taipei, Taïwan[16]
- Varsovie, Pologne[17]
- Tbilissi, Géorgie[18]

## Sources
- (en) Cet article est partiellement ou en totalité issu de l’article de Wikipédia en anglais intitulé « List of twin towns and sister cities in Lithuania » (voir la liste des auteurs).